# Jessica Fox
Pour les articles homonymes, voir Fox.
Pour l'actrice anglaise, voir Jessica Fox (actrice).
Jessica Fox, née le 11 juin 1994 à Marseille, est une kayakiste et céiste australo-française pratiquant le slalom. Championne olympique des jeux de 2020 et 2024. Elle représente l'Australie dans les compétitions internationales.
Elle est la fille de deux athlètes de haut niveau international en canoë-kayak slalom, la Française Myriam Jérusalmi et l'Anglais Richard Fox.
Après une médaille d'argent et deux de bronze en kayak slalom aux Jeux olympiques depuis 2012, Jessica Fox devient le 29 juillet 2021 la première médaillée d'or du canoë slalom, lors des Jeux olympiques de Tokyo 2020.

## Biographie
Jessica Fox naît le 11 juin 1994 à Marseille.

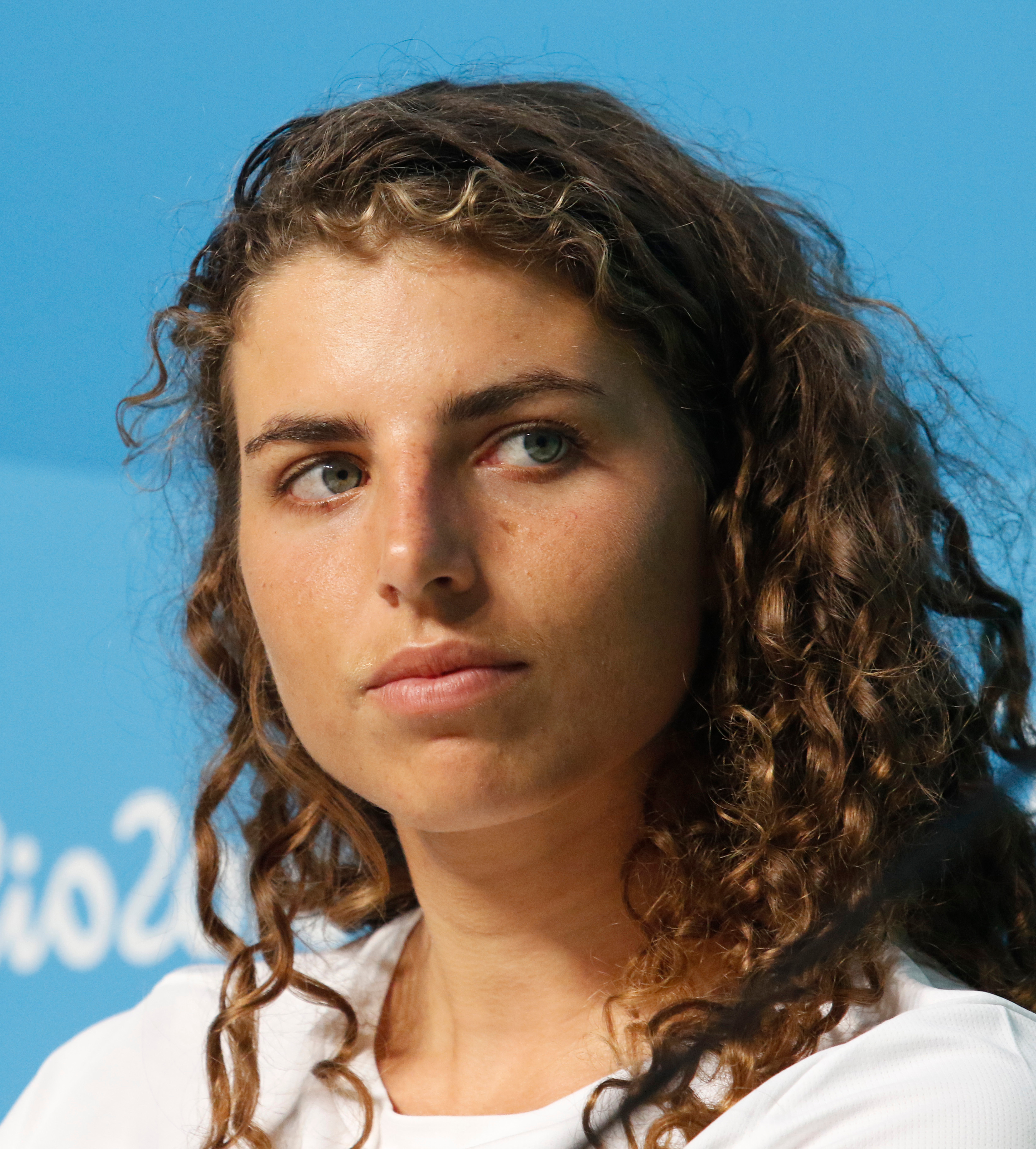
Jessica Fox en 2016

Jessica Fox est la fille de Richard Fox et Myriam Fox-Jérusalmi, deux anciens champions du canoë-kayak slalom. Richard Fox fut cinq fois champion du monde en individuel pour le Royaume-Uni et Myriam Jérusalmi deux fois pour la France, titres qu'elle compléta par une médaille de bronze aux Jeux olympiques d'été de 1996,,,,,. Sa sœur Noemie Fox pratique aussi le canoë-kayak à haut niveau.
Née à Marseille, elle est licenciée dès son troisième mois au club Marseille Mazargues Canoë Kayak (le MMCK). Elle vit depuis 1998 à Sydney et s'entraîne sur le bassin artificiel des Jeux olympiques de l'an 2000.
Entraînée par sa mère depuis 2005, elle fait preuve d'une extraordinaire précocité en remportant les titres mondiaux juniors (16-17 ans) 2010 à Foix en Canoë Monoplace (C1) et Kayak Monoplace (K1) alors qu'elle n'est que cadette (14-15 ans), enchaînant sur la médaille d'or aux Jeux olympiques de la jeunesse 2010 en slalom d'obstacles K1 puis aboutissant sa saison par une médaille de bronze aux Championnats du monde sénior en C1 (terminant cinquième en K1).
Précurseure dans le domaine du canoë monoplace, ouvert aux femmes à partir de 2009, elle y obtient ses meilleurs résultats dans la première partie de sa carrière sénior. Elle maintient cependant son activité en K1, à cette époque seule discipline ouverte aux femmes aux Jeux olympiques.

### Olympiade de 2012
Elle obtient ainsi la médaille d'argent en slalom K1 aux Jeux olympiques d'été de 2012 de Londres le 2 août 2012 pour sa première participation aux Jeux, à seulement 18 ans.

### Olympiade de 2016
Sur l'olympiade 2012-2016, elle obtient six médailles d'or aux championnats du monde, avec notamment un premier doublé doublé  en 2013 (aux Championnats du monde de slalom 2013, elle remporte la médaille d'or en C1 et en C1 par équipe) puis un doublé encore plus inédit canoë monoplace/kayak monoplace en 2014 aux Championnats du Monde de Deep Creek Lake. Au plus haut niveau international, combiner canoë monoplace et kayak monoplace restait rare avant l'avènement au plus haut niveau de Jessica, qui devient la première femme à réaliser cet exploit.
Bien que grande favorite des Jeux olympiques d'été de 2016, elle obtient finalement seulement la médaille de bronze en K1 slalom à Rio de Janeiro le 11 août 2016.

### Olympiade de 2020
Sur l'olympiade 2016-2020, elle obtient quatre médailles d'or de plus aux championnats du monde, signant un nouveau doublé K1-C1 aux Championnats du monde de slalom 2018 à Rio et devenant à cette occasion la kayakiste (hommes et femmes confondus) la plus médaillée de l'histoire aux championnats du monde en dépassant les totaux acquis par son père.
Lors des Jeux olympiques de Tokyo 2020, Jessica Fox est engagée dans deux disciplines : le kayak slalom (K1) et le canoë slalom (C1), nouvellement introduit au programme féminin en remplacement du canoë biplace hommes (C2). En K1, elle termine médaillée de bronze de l'épreuve remportée par Ricarda Funk devant Maialen Chourraut. Le 29 juillet, elle réalise le meilleur temps des demi-finales du C1, s'élance la dernière sur le parcours bouillonnant en finale et remporte sa première médaille d'or en améliorant encore son temps. Elle devance Mallory Franklin et Andrea Herzog. La fille de Myriam Jérusalmi et de Richard Fox est désormais quadruple médaillée olympique en trois éditions des Jeux.

### Olympiade de 2024
Elle est nommée porte-drapeau de la délégation australienne pour la cérémonie d'ouverture des Jeux olympiques d'été de 2024 à Paris aux côtés du joueur de hockey sur gazon Eddie Ockenden.
Lors de ces Jeux, elle est double médaillée d'or, en K1 et en C1 slalom, malgré une pénalité de deux secondes en kayak. Elle devient ainsi la première femme à devenir championne olympique à la fois en canoë et en kayak. Elle participe aussi à l'épreuve de kayak-cross, où elle est éliminée en série et où sa sœur Noemie Fox remporte le titre. Lors de la cérémonie de clôture, elle est introduite comme nouvelle membre de la commission des athlètes du Comité international olympique.

## Palmarès

### Jeux olympiques
- 2012 à Londres, Royaume-Uni
  -  en K1 slalom
- 2016 à Rio de Janeiro, Brésil
  -  en K1 slalom
- 2021 à Tokyo, Japon
  -  en K1 slalom
  -  en C1 slalom
- 2024 à Paris, France
  -  en K1 slalom
  -  en C1 slalom

### Jeux olympiques de la jeunesse
- 2010 à Singapour,
  -  en K1 slalom

### Championnats du monde de slalom
- 2009 à La Seu d'Urgell, Espagne
  - 3e en C1, épreuve d'exhibition
- 2010 à Tacen, Slovénie
  -  Médaille de bronze en C1
- 2013 à Prague, République tchèque
  -  Médaille d'or en C1
  -  Médaille d'or en C1 par équipe
- 2014 à Deep Creek Lake, USA
  -  Médaille d'or en K1
  -  Médaille d'or en C1
- 2015 à Londres, Royaume-Uni
  -  Médaille d'or en C1
  -  Médaille d'or en C1 par équipe
- 2017 à Pau, France
  -  Médaille d'or en K1
  -  Médaille d'argent en C1 par équipe
  - c en K1 par équipe
- 2018 à Rio de Janeiro, Brésil
  -  Médaille d'or en K1
  -  Médaille d'or en C1
- 2019 à La Seu d'Urgell, Espagne
  -  Médaille d'or en C1 par équipe
  -  Médaille d'argent en C1
  -  Médaille d'argent en K1
- 2022 à Augsbourg, Allemagne
  -  Médaille d'or en K1 extrême
  -  Médaille d'argent en C1
  -  Médaille d'argent en K1
- 2023 à Londres, Royaume-Uni
  -  Médaille d'or en K1
  -  Médaille d'or en K1 par équipe
  -  Médaille de bronze en C1